# Habrotrocha insignis
Habrotrocha insignis is een raderdiertjessoort uit de familie Habrotrochidae. De wetenschappelijke naam van deze soort is voor het eerst geldig gepubliceerd in 1915 door Bryce.